# うなり
うなり（唸り）とは、
- 力んだり苦しんだりするときに喉元から出る、低く長い声。
- 感心したときに、思わず、または意識的に発する低い声。→「大向うを唸らせる」
- 謡曲・浪曲・浄瑠璃などで、意図的に声を絞るようにして、低音で唄ったり語ったりするときの声。→白声も参照のこと
- 物理学において、波動の干渉により生じる現象。以下で詳述。

物理学におけるうなり（英語: beat）とは、振動数（または周波数）がわずかに異なる2つの波が干渉して、振幅がゆっくり周期的に変わる合成波を生ずる現象を言う。
たとえば、ピッチがわずかに異なる二つの音波が鳴っているとき、各々の基音の周波数の差に相当する周期で音の強弱が聞かれる。このとき二つの音はひとつの音であるように聞こえるが、ピッチがある程度まで離れると両者は別の二音として聞こえる。

## 数学的な説明
最も簡単な場合として、強さも位相も等しい二つのサイン波の合成を考える。角振動数ωを中心に、前後に幅 2αだけ角振動数がずれた二つの音 sin (ω-α)t と sin (ω+α)t （t は時間）を合成すると、合成音は次のようになる（式の変形は三角関数を参照）。
{\displaystyle {\begin{aligned}&\sin(\omega -\alpha )t+\sin(\omega +\alpha )t\\&=(\sin \omega t\cos \alpha t-\cos \omega t\sin \alpha t)+(\sin \omega t\cos \alpha t+\cos \omega t\sin \alpha t)\\&=(2\cos \alpha t)\cdot \sin \omega t\end{aligned}}}
この結果、合成音は角振動数ωの音の振幅が、角振動数 αで変動するような波形となる。

## 例
例えば、周波数が440 Hzの音に対し、人間にはひとつひとつの音圧の変化を聞き分けることはできない。しかし、438 Hzと442 Hzのうなりの周波数は4 Hz（1秒間に4回）であるので容易に聞き分けることができる。
上図では赤が周波数110 Hzの波、緑が周波数104 Hzの波、青が重ね合わせた波であり6 Hzのうなりが見られる。